# Lysimachia oppositifolia
Lysimachia oppositifolia är en viveväxtart som beskrevs av Fletcher. Lysimachia oppositifolia ingår i släktet lysingar, och familjen viveväxter. Inga underarter finns listade i Catalogue of Life.